# Liochthonius rigidisetosus
Liochthonius rigidisetosus är en kvalsterart som beskrevs av Hammer 1962. Liochthonius rigidisetosus ingår i släktet Liochthonius och familjen Brachychthoniidae.

## Underarter
Arten delas in i följande underarter:
- L. r. rigidisetosus
- L. r. curtus